# アンドゥ家の一夜
『アンドゥ家の一夜』（アンドゥけのいちや）は、ケラリーノ・サンドロヴィッチ作の戯曲。
演出家蜷川幸雄率いる高齢者演劇集団「さいたまゴールド・シアター」第3回公演として、2009年に彩の国さいたま芸術劇場小ホールで蜷川演出により初演。
死を間近に迎えた老人、周囲の人々の苦しみとそこからの解放を多くの笑いを交えて描いた登場人物42人、上演時間3時間以上の大型作品である。

## あらすじ
高校時代の恩師、安藤先生の危篤を知った教え子たちは、50年ぶりの再会を果たし、ポルトガルに建つ安藤邸へと向かう。安藤の豪邸には、別れに立ち会おうと、はるばる日本から、教え子たちをはじめ、様々な人々が集まってくる。まるでみんながそろうのを待つかのように続く、安藤の小康状態。そんな中、集まった人々の記憶から安藤をめぐる人間関係がしだいにあからさまになっていき……。